# 拉法葉鎮區 (阿肯色州斯科特縣)
拉法葉鎮區（英語：Lafayette Township）是位於美國阿肯色州斯科特縣的一個行政鎮區。

## 地方資料
拉法葉鎮區的面積為36.73平方千米，當中陸地面積為36.16平方千米，而水域面積為0.57平方千米。根據2010年美國人口普查的數據，當地共有人口78人，而人口密度為每平方千米2.12人。